# 언드라시 2세

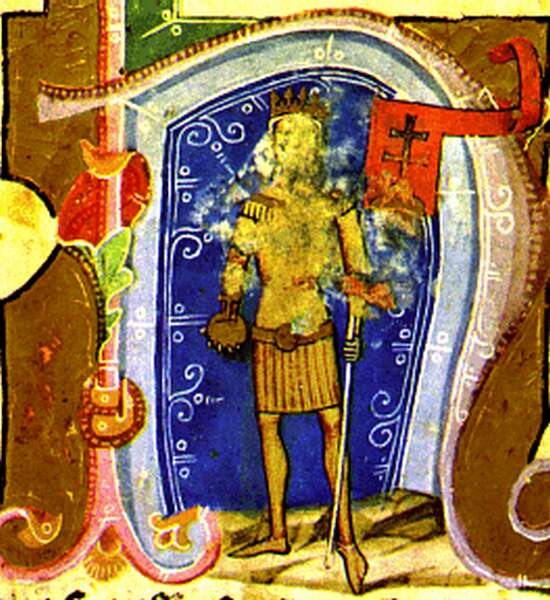
14세기에 출간된 《삽화 연대기》에 묘사된 언드라시 2세

언드라시 2세(헝가리어: II. András, 슬로바키아어: Ondrej II. 온드레이 2세, 크로아티아어: Andrija II. 안드리야 2세, 1177년경 ~ 1235년 9월 21일)는 헝가리와 크로아티아의 국왕(재위: 1205년 ~ 1235년)이다. 아르파드 왕조 출신이다.

## 생애
벨러 3세와 그의 첫째 아내인 안티오케이아의 아그네스의 둘째 아들로 태어났다. 1197년에는 오스트리아의 공작이었던 레오폴트 6세와 동맹 관계를 수립하면서 자신의 형이었던 임레 국왕에 대항해 나갔다. 1198년에는 크로아티아의 공작, 달마티아의 공작 칭호를 받았다.
교황 인노첸시오 3세는 헝가리의 언드라시 2세 국왕에게 십자군 참여를 독려했지만 언드라시 2세는 임레에 대한 음모를 이어 나갔다. 1199년 3월 10일 임레는 언드라시 2세를 지지했던 바치의 볼레슬로(Boleszló) 주교로부터 자신에 대한 음모를 증명하는 문서를 입수했다. 임레는 1199년 여름에 벌러톤호 부근에서 일어난 전투에서 언드라시 2세의 군대를 물리쳤고 언드라시 2세는 오스트리아로 도망치게 된다.
교황 특사는 임레와 언드라시 2세 형제 간의 분쟁을 중재하기 위해 헝가리를 방문했다. 1200년 여름에 임레는 약속대로 언드라시 2세의 크로아티아, 달마티아 통치를 승인했다. 1203년 10월에는 임레에 대한 반란을 준비했지만 바라주딘 인근에서 임레에 의해 생포되었다.
1204년 10월 임레가 사망하면서 임레의 뒤를 이어 즉위한 라슬로 3세의 섭정이 되었다. 교황 인노첸시오 3세는 언드라시 2세에게 보낸 서한에서 라슬로의 왕권을 침해하지 말 것을 당부했지만 언드라시 2세는 이를 무시하고 임레와 라슬로의 재산을 몰수했다. 라슬로 3세는 어머니였던 아라곤의 콘스탄체(Constance)와 함께 오스트리아 빈으로 도망쳤지만 1205년 5월 7일에 사망했다.
1205년 5월 29일 세케슈페헤르바르에서 컬로처 주교였던 야노시(János)로부터 왕관을 받으면서 헝가리의 국왕에 즉위했다. 1205년부터 1217년까지는 갈리치아에 대한 군사 개입에 나섰으며 1217년부터 1218년까지는 제5차 십자군에 가담했다.
1222년에는 금인칙서를 제정했다. 이 금인칙서는 헝가리 왕실의 관료와 귀족들의 권리를 향상시키고 교회의 이익을 제한하는 내용이 담겨 있다. 1224년에는 트란실바니아 작센인에 대한 특권을 보장하는 내용이 담긴 자치법(Diploma Andreanum)을 제정했다. 그의 왕위는 벨러 4세가 승계받았다.